# Hipódromo de Las Piedras

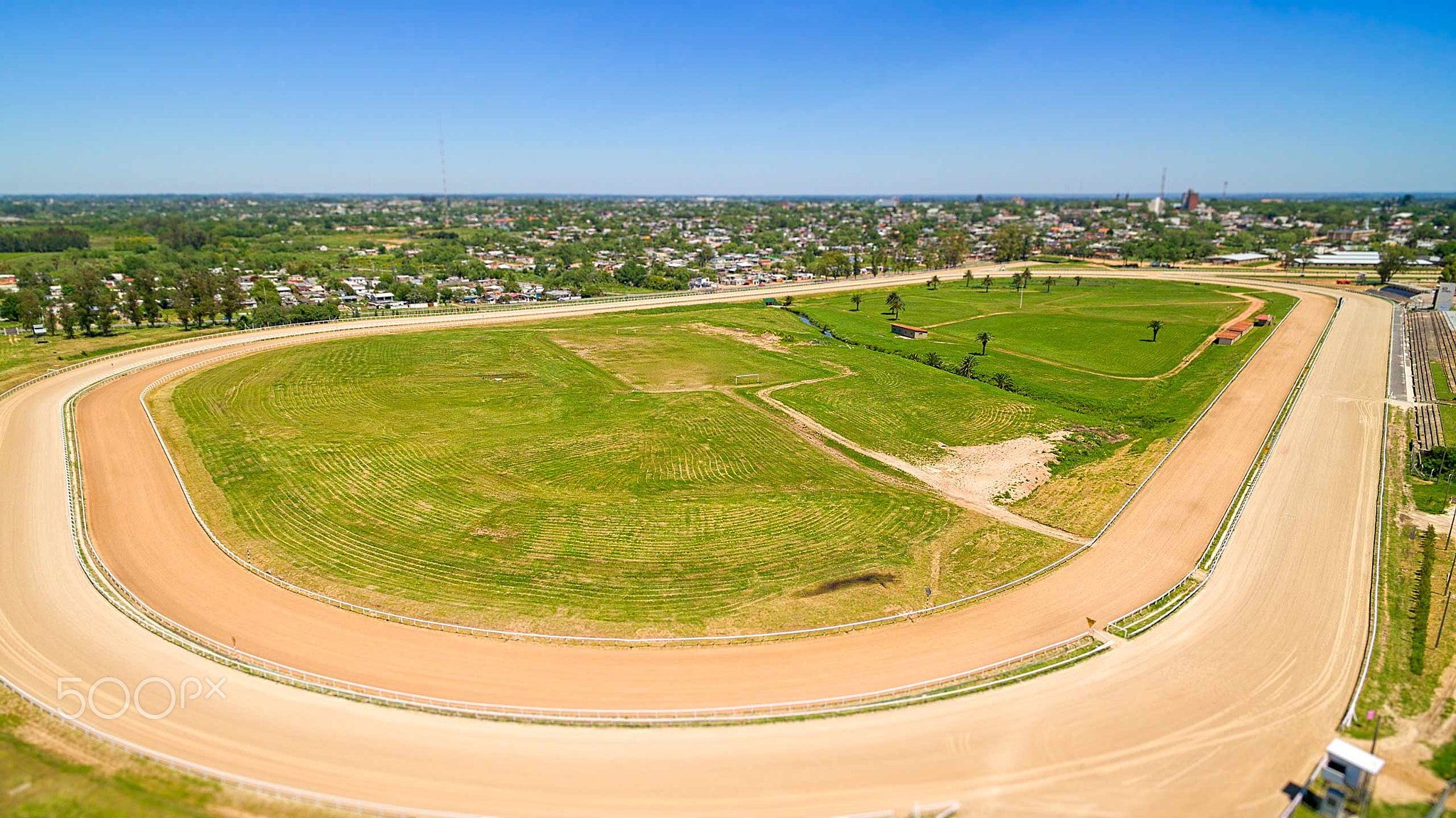
Hipódromo Las Piedras

El Hipódromo Las Piedras es la segunda pista de carreras en importancia en el Uruguay. Inaugurado en 5 de noviembre de 1937, en la ciudad de Las Piedras, departamento de Canelones, Uruguay. En el 2011, el 18 de mayo, se cumplieron doscientos años de la Batalla de Las Piedras, vencida por el General Artigas, llevada a cabo adonde está ubicado el Hipódromo. Cerró en 1967 por problemas financieros y su reapertura fue en 1985. Desde octubre de 2012 es administrado junto al Hipódromo de Maroñas, por HRU. Parte del terreno del hipódromo está ubicado en el limítrofe departamento de Montevideo, del otro lado del Arroyo de Las Piedras.

## Pista
Oval de arena (dirt), de 1500 metros.

## Días de carrera
Una vez por semana, por lo general los sábados.

## Principal carrera
En 18 de mayo el Gran premio Batalla de Las Piedras, 2000 metros, arena  (conmemoración de la Batalla de Las Piedras).

## Instalaciones
El Hipódromo de Las Piedras cuenta con un parque con aparatos para realizar ejercicios físicos y una policlínica.
A partir del 5 de octubre de 2013 también cuenta con un museo y espacio cultural en homenaje al cantante de tango Julio Sosa.